# جامعة الأمير سلطان
جامعة الأمير سلطان أول جامعة أهلية وغير ربحية في المملكة العربية السعودية، أنشأت عام 1999م في مدينة الرياض.

## نشأة الجامعة
كانت بداية تأسيس جامعة الأمير سلطان في عام 1999 تحت اسم كلية الأمير سلطان الخاصة، وفي عام 2003م قامت وزارة التعليم العالي (وزارة التعليم حاليًا) بإعلانها جامعة. حيث تفضل الأمير سلطان بن عبد العزيز آل سعود بافتتاح هذه الجامعة. وقد شُيدت هذه الجامعة من قبل مؤسسة الرياض الخيرية للعلوم ومُنحت الترخيص من وزارة التعليم العالي كمؤسسة أكاديمية أهلية غير ربحية في مدينة الرياض. وتعدّ جامعة الأمير سلطان أول جامعة أهلية في المملكة العربية السعودية.

## الكليات والأقسام
عمادة الخدمات التعليمية:
- برنامج السنة التحضيرية
- قسم العلوم العامة

كلية الهندسة:
- الإدارة الهندسية للإنتاج والتصنيع
- الإدارة الهندسية للإنشاء والتشييد
- هندسة الاتصالات والشبكات
- الهندسة المدنية والبيئية
- الهندسة الكهربائية
- هندسة التصميم الداخلي والخارجي
- الهندسة المعمارية

كلية علوم الحاسب والمعلومات:
- علوم الحاسب
- علوم الحاسب (الوسائط الرقمية)
- علوم الحاسب (أمن المعلومات)
- نظم المعلومات
- نظم المعلومات (حوسبة الأعمال والتجارة الإلكترونية)
- نظم المعلومات (أمن المعلومات)
- هندسة البرمجيات
- هندسة البرمجيات (أمن المعلومات)

كلية إدارة الأعمال:
- المالية (استثمار / عقار / تأمين)
- المحاسبة
- التسويق
- إدارة الطيران

كلية القانون:
- قانون (تجاري / دولي مقارن / سعودي متقدم)[2]

كلية العلوم الإنسانية:
- اللغويات التطبيقية
- الترجمة

الدراسات العليا:
- ماجستير إدارة الأعمال
- ماجستير القانون التجاري
- ماجستير هندسة البرمجيات
- ماجستير الأمن السيبراني

## كلية القانون
يتميز برنامج بعراقته حيث تم تأسيس هذا البرنامج في سبتمبر من عام 2006، وهو برنامج يتميز بقوته وحسن مخرجاته، حيث أن طالب الكلية يحصل على حزمة من المواد القانونيّة المتخصصة باللغتين: اللغة العربية واللغة الانجليزية، ويشمل برنامج بعضا من المواد المواكبة للقرن الواحد والعشرين من قوانين متعلقة بالتقنية والذكاء الاصطناعي وما خلافه، وكذلك برنامج الدراسة الاكاديمية في المستوى الاخير، يلتحق الطالب في أحد المسارات الاختيارية مثل القانون التجاري، القانون الدولي،و القانون السعودي المتقدم. للكلية جهود في تطوير طلابها بأن أقامت مجموعة من الشراكات مع جهات علمية عالمية مرموقة مثل جامعة لندن لإدارة الأعمال، وجامعة Duke وجامعة جورج تاون الأمريكيتين وغيرها، كما أن الكلية لديها شراكات مهنيّة في تيسير قبولها لدى مكاتب المحاماة الأجنبية مثل Clifford chance، Baker McKenzie، وغيرها من الشركات والمكاتب المحلية السعودية.

## خريجون بارزون
- أحمد بن محمد الصويان
- أسيل الحمد

## وصلات خارجية
- موقع الجامعة